# Sd.Kfz. 138/1 "Grille"
El Grille fue un cañón autopropulsado, utilizado por el Ejército alemán durante la Segunda Guerra Mundial. La serie «Grille» estaba basada en el tanque ligero Panzer 38(t), y utilizó un cañón sIG 33 de 150 mm.

## Desarrollo
El pedido original de 200 unidades de Grille, se basaba en el chasis del Panzer 38(t) Ausf. M que la firma Böhmisch Mahrische Maschinenfabrik BMM (antes CKD) estaba desarrollando, no obstante las demoras ocasionadas en la producción de los chasis, obligó a utilizar los viejos chasis Ausf H en los primeros 90 vehículos. Se construyeron 282 vehículos en dos variantes, el Grille Ausf. H y el Grille Ausf. M.

## Grille Ausf. H
La primera versión se basó en el Panzer 38(t) Ausf. H, que tenía el motor en la parte trasera del casco. La torreta del tanque fue eliminada y sustituida por una superestructura baja como compartimiento de combate. El cañón de 155 mm schweres Infanteriegeschütz 33 fue montado en la parte frontal del este compartimiento blindado. Un total de 91 (incluyendo un prototipo) fueron producidos en BMM (otrora ČKD Praga) desde febrero hasta abril de 1943. La designación oficial era de 15 cm Schweres Infanteriegeschütz 33 (SF) auf Panzerkampfwagen 38 Ausf. H (Sd.Kfz. 138/1). Como el Ausf H fue construido sobre un chasis de carro de combate, el blindaje de su casco era de 50 mm (frontal) y la de la superestructura de 25 mm (frontal).

## Grille Ausf. M
La segunda versión se basó en Panzer 38 (t) Ausf. M, el cual tenía el motor en medio del casco. Al igual que con la versión anterior, la torreta fue eliminada y fue reemplazada con una nueva superestructura compartimiento blindados. Esta versión también llevó el schweres Infanteriegeschütz.33 de 155 mm
Desde abril hasta junio de 1943 y, a continuación, desde octubre de 1943 a septiembre de 1944 se produjeron un total de 282 vehículos, así como 120 portadores de municiones, que reemplazó los contenedores de munición que se llevaban junto al cañón. El Grille Ausf M fue el último vehículo construido en el chasis del Ausf. M. La designación oficial era 15 cm Schweres Infanteriegeschütz 33/1 auf Selbstfahrlafette 38(t)(SF) Ausf. M (Sd.Kfz. 138/1)